# Samiha Ayoub
Samiha Ayoub (en árabe: سميحة أيوب‎) (El Cairo, 8 de marzo de 1932-3 de junio de 2025) fue una actriz egipcia conocida por su trabajo en teatro, cine y televisión. En 2015, recibió el Premio Nilo en las Artes, y en el mismo año, la gran sala del Teatro Nacional recibió su nombre, en honor a su destacada carrera en cine y teatro, y sus contribuciones a las artes teatrales en Egipto.

## Biografía
Samiha Ayoub nació en Shubra, El Cairo en 1932. Se graduó de la Escuela de Monjas y luego se unió al Instituto de Actuación en 1952. Destacó como actriz después de su papel en Samara y Rabaa ElAdawya (serie de radio). Ha estado casada tres veces con los actores Mohsen Sarhan, Mahmoud Morsy y el dramaturgo Sa'ed Eddine Wihbe (Saad Eddin Wehbe).

## Carrera
De 1972 a 1975, dirigió The Modern Theatre y, de 1975 a 1985, fue directora de Al-Qawmy Theatre.

### Obras de teatro
- Al-Bakheel (El avaro) [2]
- Kobry Al-Namoos (Puente Mosquito)
- Sikkat Al-Salama (El camino correcto)

### Películas
- Motashareda
- Shatea Al-Gharam Wal Wahsh [2]
- Bein El Atlal (1959)
- Tita Rahiba (2012)
- El-Leila El-Kebira (2015)